# 1946年波兰人民公投

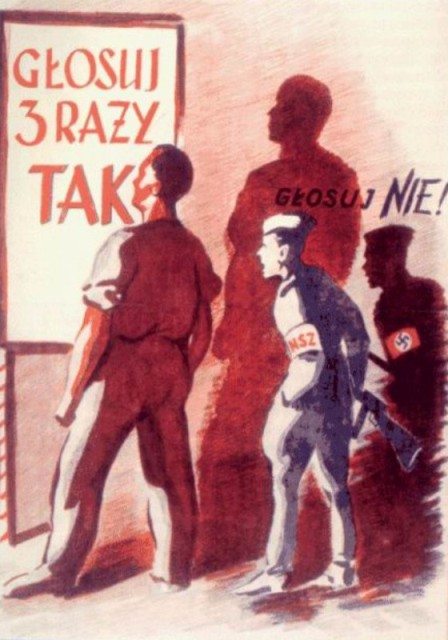
1946年波兰宣传海报，将国家武装部队（NSZ）士兵对三项公投问题的反对与纳粹联系起来。

1946年波兰人民公投（波蘭語：Referendum ludowe 1946），又称三次赞成公投（波蘭語：Trzy razy tak，通常缩写为3×TAK），1946年6月30日在波兰举行。此次公投根据全国委员会于1946年4月27日通过的指示举行，为第二次世界大战后争夺波兰政治控制权的各方势力提供了民意反应的机会。 然而，公投结果是伪造的，也并非按照民主程序进行。

## 问题
公投包括三个问题：

1. 您赞成废除参议院吗？
2. 您是否希望在未来的宪法中巩固以土地改革和国家基础工业国有化为基础的经济体系，包括保留私营企业的合法权利？
3. 您想巩固波罗的海、奥得河和卢萨西亚尼斯河上的波兰西部边界吗？

## 宣传活动

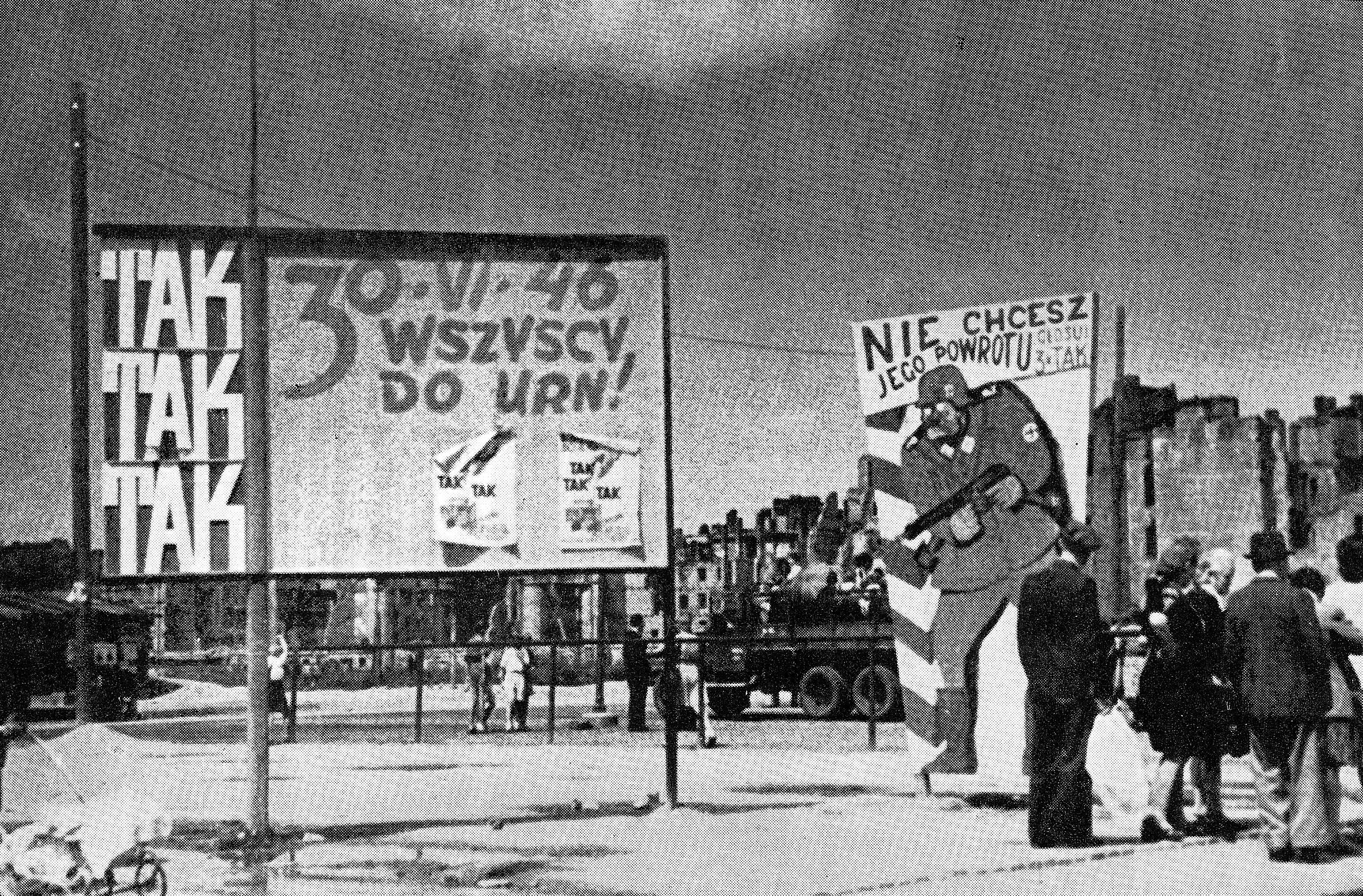
华沙的公投宣传海报

亲共产党的民主联盟（包括工人党、社会党、民主党和人民党）大力支持选民对三个议题全部投赞成票，其他政党则各自倾向于不同的投票方案。因此，这次公投被视为非正式体现了波兰公民对共产主义支持与否。波蘭人民黨和工黨认为公投真正决定的是波兰的国家独立与未来发展，因而主张对第一个废除参议院的问题投反对票，尽管它们在二战之前也主张废除参议院。波兰人民党的大部分支持者来自农村地区，与支持土地改革的群体大体重合  ，因此该党不主张对第二个问题投反对票。尽管如此，波兰人民党对第一个问题的反对被民主联盟用以宣称更倾向于自由的波兰人民党活动家为“叛徒”。天主教团体在第一个问题上倾向反对，在第三个问题上则主张支持，而对第二个问题不置可否。自由与独立协会只反对前两个问题，国家武装部队则反对所有问题，以抗议波兰东部领土被苏联吞并。

## 结果
1946年7月12日公布的官方结果显示，在13,160,451名合格选民中，90.1%的选民即11,857,986人参加了公投。其中的11,530,551人即97.2%为有效票。68%的选民赞成第一个问题，77.2%的人赞成第二个问题，第三个问题则有91.4%的人赞成。
然而，由于投票过程受到亲共的民主联盟及其支持者的严重破坏，官方结果与实际结果相差甚远。民主联盟实际上已经控制了大部分政府机关并得到了波兰人民军和苏联红军的支持，他们利用公民民兵和特工威胁、攻击甚至谋杀反对派活动家，广泛作票并将白票视为赞成票，同时销毁了部分各议题的反对票。军队中的投票是非秘密地进行的。与后来的1947年波兰立法选举一样，选举的不公行为由来自苏联国家安全部的高级官员阿隆·帕尔金和谢苗·达维多夫等苏联专家监督执行。

### 问题一
| 选项                      | 票数       | %    |
| ------------------------- | ---------- | ---- |
| 支持                      | 7,844,522  | 68.0 |
| 反對                      | 3,686,029  | 32.0 |
| 无效/空白票               | 327,435    | –    |
| 总票数                    | 11,857,986 | 100  |
| 登记选民/投票率           | 13,160,451 | 90.1 |
| 资料来源：Nohlen & Stöver |            |      |

### 问题二
| 选项                      | 票数       | %    |
| ------------------------- | ---------- | ---- |
| 支持                      | 8,896,105  | 77.2 |
| 反對                      | 2,634,446  | 22.8 |
| 无效/空白票               | 327,435    | –    |
| 总票数                    | 11,857,986 | 100  |
| 登记选民/投票率           | 13,160,451 | 90.1 |
| 资料来源：Nohlen & Stöver |            |      |

### 问题三
| 选项                      | 票数       | %    |
| ------------------------- | ---------- | ---- |
| 支持                      | 10,534,697 | 91.4 |
| 反對                      | 995,854    | 8.6  |
| 无效/空白票               | 327,435    | –    |
| 总票数                    | 11,857,986 | 100  |
| 登记选民/投票率           | 13,160,451 | 90.1 |
| 资料来源：Nohlen & Stöver |            |      |

## 后续
公投结束后，盟军呼吁进行民主选举。然而，公投后举行的1947年选举被指受到“完全操纵”。
根据公投结束四十年后发布的文件，29%的受访者对所有三个问题都投了赞成票，而官方结果为68%。波兰第三共和国建立后发表的材料显示，只有第三个问题真正获得了多数赞成票（66.9%），第一个问题实际支持率为26.9%，第二个问题为42%。

## 延伸阅读
- Davies, Norman. .
- Turlejska, Maria. . Książka i Wiedza. 1972 （波兰语）.
- . Encyclopedia PWN. Polish Scientific Publishers PWN.   [2005-07-11]. （原始内容存档于2005-04-05） （波兰语）.
- Petrov, Nikita. . （原始内容存档于2011-07-23） （俄语）.